# Las Liebres, Salamanca
Las Liebres är en ort i Mexiko.   Den ligger i kommunen Salamanca och delstaten Guanajuato, i den centrala delen av landet, 250 km nordväst om huvudstaden Mexico City. Las Liebres ligger 1 762 meter över havet och antalet invånare är 528.
Terrängen runt Las Liebres är kuperad åt nordost, men åt sydväst är den platt. Runt Las Liebres är det tätbefolkat, med 266 invånare per kvadratkilometer. Närmaste större samhälle är Salamanca, 9,4 km sydväst om Las Liebres. Trakten runt Las Liebres består till största delen av jordbruksmark.